# Wilhelmina von Bremen
Wilhelmina Catherine von Bremen (San Francisco, 13 augustus 1909 - Alameda, 23 juli 1976) was een Amerikaans atlete, die zich had toegelegd op de sprint. Zij nam eenmaal deel aan de Olympische Spelen en veroverde bij die gelegenheid een gouden en één bronzen medaille

## Loopbaan
Von Bremen won tijdens de Olympische Zomerspelen 1932 de gouden medaille met de Amerikaanse 4x100m ploeg en de bronzen medaille met de 100 meter.

## Titels
- Olympisch kampioen 4 × 100 m estafette - 1932

## Persoonlijk record
| Onderdeel | Prestatie | Datum           | Plaats      |
| --------- | --------- | --------------- | ----------- |
| 100m      | 12,0      | 2 augustus 1932 | Los Angeles |

## Belangrijkste prestaties

### 100 m
| Jaar | Wedstrijd | Plaats | tijd |
| ---- | --------- | ------ | ---- |
| 1932 | OS        | Brons  | 12,0 |

### 4 x 100 m
| Jaar | Wedstrijd | Plaats | tijd    |
| ---- | --------- | ------ | ------- |
| 1932 | OS        | Goud   | 47,0 WR |

1928: Rosenfeld, Smith, Bell, Cook ·
1932: Carew, Furtsch, Rogers, Von Bremen ·
1936: Bland, Rogers, Robinson, Stephens ·
1948: Stad-de Jong, Witziers-Timmer, van der Kade-Koudijs, Blankers-Koen ·
1952: Faggs, Jones, Moreau, Hardy ·
1956: Strickland, Croker, Mellor, Cuthbert ·
1960: Hudson, Williams, Jones, Rudolph ·
1964: Ciepły, Kirszenstein, Górecka, Kłobukowska ·
1968: Ferrell, Bailes, Netter, Tyus ·
1972: Krause, Mickler-Becker, Richter, Rosendahl ·
1976: Oelsner, Stecher, Bodendorf, Eckert ·
1980: Müller, Wöckel, Auerswald, Göhr ·
1984: Brown, Bolden, Cheeseborough, Ashford ·
1988: Brown, Echols, Griffith-Joyner, Ashford ·
1992: Ashford, Jones, Guidry, Torrence ·
1996: Devers, Miller, Gaines, Torrence ·
2000: Fynes, Sturrup, Davis, Ferguson ·
2004: Lawrence, Simpson, Bailey, Campbell ·
2008: Borlée, Mariën, Ouédraogo, Gevaert ·
2012: Madison, Felix, Knight, Jeter ·
2016: Madison, Felix, Gardner, Bowie ·
2020: Williams, Thompson-Herah, Fraser-Pryce, Jackson ·
2024: Jefferson, Terry, Thomas, Richardson